# Wilson Kibet
Wilson Kibet (* 18. Februar 1972) ist ein kenianischer Marathonläufer.
Von 2000 bis 2002 gewann er dreimal hintereinander den Dubai-Marathon. Außerdem siegte er 2001 beim Monaco-Marathon und wurde Fünfter beim Köln-Marathon 2002.
2003 siegte er beim Enschede-Marathon in seiner persönlichen Bestzeit von 2:11:38.